# William Roscoe
William Roscoe (Liverpool, 8 de março de 1753 — Liverpool, 30 de junho de 1831) foi um escritor, advogado, historiador, banqueiro e botânico britânico, e brevemente membro do Parlamento. Ele é mais conhecido como um dos primeiros abolicionistas da Inglaterra e como o autor do poema para crianças The Butterfly's Ball, and the Grasshopper's Feast. Em sua época, ele também era respeitado como historiador e colecionador de arte, bem como botânico e escritor diverso.

## Juventude
Ele nasceu em Liverpool, onde seu pai, um jardineiro, mantinha uma taverna chamada Bowling Green em Mount Pleasant. Roscoe deixou a escola aos doze anos, depois de aprender tudo o que seu professor poderia ensinar. Ele ajudava seu pai no trabalho do jardim, mas passava seu tempo de lazer lendo e estudando. Mais tarde, ele escreveu:
Esse modo de vida deu saúde e vigor ao meu corpo, e diversão e instrução à minha mente; e até hoje lembro-me bem do sono delicioso que se seguiu ao meu trabalho, do qual fui novamente chamado de madrugada. Se agora me perguntassem quem considero o mais feliz da raça humana, responderia, aqueles que cultivam a terra por suas próprias mãos.
Aos quinze anos, ele começou a procurar uma carreira adequada. O julgamento de um mês como vendedor de livros não teve sucesso. Embora diligente estudante de direito, continuou a ler os clássicos e familiarizou-se com a língua e a literatura italiana que dominariam sua vida.

## Carreira
Em 1774, ele abriu um negócio como advogado e, em 1781, casou-se com Jane, segunda filha de William Griffies, um comerciante de Liverpool; eles tiveram sete filhos e três filhas. Roscoe teve a coragem de denunciar o tráfico de escravos transatlântico em sua cidade natal, onde, naquela época, uma parte significativa da riqueza vinha da escravidão. Roscoe era um unitarista proeminente.
Em 1796, Roscoe desistiu da advocacia e brincou com a ideia de ir ao bar. Entre 1793 e 1800, ele deu muita atenção à agricultura e ajudou a recuperar Chat Moss, perto de Eccles, Lancashire. Ele também conseguiu restaurar a boa ordem dos negócios de uma casa bancária da qual seu amigo William Clark, então residente na Itália, era sócio. Isso o levou à sua introdução no negócio, que acabou se revelando desastrosa.
Roscoe foi eleito Membro do Parlamento por Liverpool em 1806, mas a Câmara dos Comuns não era para ele e, na dissolução no ano seguinte, ele renunciou. Durante sua breve estada, entretanto, ele pôde votar a favor da abolição bem-sucedida do comércio de escravos.
No início dos anos 1800, ele liderou um grupo de botânicos de Liverpool que criaram o Liverpool Botanic Garden como um jardim privado, inicialmente localizado perto de Mount Pleasant, que então ficava nos arredores da cidade.
Os problemas comerciais de 1816 colocaram em dificuldades a casa bancária com a qual ele estava ligado e forçaram a venda de sua coleção de livros e quadros.
Depois de cinco anos lutando para pagar as dívidas do banco, a ação de alguns credores forçou os sócios à falência em 1820. Por um tempo, Roscoe correu o risco de ser preso, mas acabou recebendo uma demissão honrosa. Com a dispersão de sua biblioteca, os volumes mais úteis para ele foram adquiridos por amigos e colocados no Ateneu de Liverpool, do qual ele havia sido membro fundador em 1797.
Roscoe também esteve intimamente associado à formação do Liverpool Royal Institution em Colquitt Street, primeiro como presidente do Comitê Geral e, posteriormente, como seu primeiro presidente.

## Aposentadoria
Tendo agora renunciado inteiramente às atividades comerciais, ele encontrou uma tarefa agradável no arranjo da grande biblioteca em Holkham Hall, propriedade de seu amigo Thomas Coke.
Na década de 1820, ele começou a publicar seu importante trabalho sobre a reorganização da ordem Zingiberales de plantas com flores. Isso foi chamado de Plantas Monandrianas da Ordem Scitamineae: Principalmente Extraídas de Espécimes Vivos no Jardim Botânico de Liverpool. Foi originalmente publicado em 15 partes e, em seguida, 150 cópias do conjunto completo foram publicadas. A ordem Scitamineaen (atualmente Zingiberales), quase exclusivamente de origem tropical, inclui os lírios-canna, araruta, gengibre e açafrão. Roscoe fornece 1 ou 2 páginas de texto para cada um dos 112 espécimes, dando o binômio da planta, uma descrição técnica seguida por uma descrição mais geral e completa, e terminando com "observações" (notas sobre a origem da planta, quem a descreveu anteriormente, e muitas vezes quando o desenho da planta foi feito) e "referências" (breves explicações das pequenas dissecações numeradas encontradas em cada placa).

## Trabalhos
Seu poema, Mount Pleasant, foi escrito quando ele tinha dezesseis anos, e junto com outros versos, agora esquecidos, ganhou a estima da crítica.
Ele escreveu um longo poema publicado em duas partes chamado The Wrongs of Africa (1787-1788) e entrou em uma controvérsia com um ex - padre católico romano chamado Pe. Raymond Harris, que tentou justificar o tráfico de escravos por meio da Bíblia (e foi generosamente pago por seus esforços por empresários de Liverpool envolvidos com o comércio de escravos). Roscoe também escreveu um panfleto em 1788 intitulado 'Uma Visão Geral do Comércio de Escravos Africano'. Roscoe também foi um panfletário político e, como muitos outros liberais da época, saudou a promessa de liberdade na Revolução Francesa.
Nesse ínterim, ele prosseguia seus estudos de italiano e realizava pesquisas que resultaram em sua Vida de Lorenzo de 'Medici, publicada em 1796, e que lhe valeu uma reputação entre os historiadores contemporâneos. Muitas vezes foi reimpresso e traduções em francês, alemão e outras línguas mostram que sua popularidade não se limitava à Grã-Bretanha. Angelo Fabroni, que pretendia traduzir sua própria vida latina de Lorenzo, abandonou a ideia e convenceu Gaetano Mecherini a empreender uma versão italiana da obra de Roscoe. Tradução de Roscoe de Luigi Tansillo da enfermeira apareceu em 1798, e passou por várias edições. É dedicado em um soneto à esposa, que praticava os preceitos do poeta italiano.
A Vida e Pontificado de Leão Décimo apareceu em 1805 e foi uma sequência natural de sua obra anterior de história. A nova obra, embora tenha mantido a fama de seu autor, não teve uma recepção tão favorável quanto a Vida de Lorenzo. Foi frequentemente reimpresso, e a inserção da tradução italiana no Index Librorum Prohibitorum não impediu sua circulação, mesmo nos Estados Papais.
Ele escreveu o Soneto na Separação de seus Livros sobre a venda de sua biblioteca em 1816. Em 1822, ele publicou um apêndice de ilustrações para seu Lorenzo e também uma Memória de Richard Robert Jones de Aberdaron, um notável linguista autodidata. O ano de 1824 foi memorável pela morte de sua esposa e a publicação de sua edição das obras de Alexander Pope, que o envolveu em uma polêmica com William Lisle Bowles. Sua versatilidade foi demonstrada pelo aparecimento de uma monografia em fólio sobre as Plantas Monandrianas, publicada em 1828. A última parte saiu após sua recuperação de um derrame.
Além desses, Roscoe escreveu tratados sobre jurisprudência penal e contribuiu para as transações da Royal Society of Literature e da Linnean Society. A primeira edição coletada de suas Obras Poéticas foi publicada em 1857, e está tristemente incompleta, omitindo, com outros versos conhecidos por serem de sua pena, O Baile das Borboletas, uma fantasia que encantou milhares de crianças desde seu aparecimento em 1807. Outros os versos estão em Poemas para a juventude, de um círculo familiar (1820).

## Leitura Adicional
- Morris & Stevens, Edward & Timothy (2013). The Walker Art Gallery Liverpool 1873-2000. [S.l.]: Sansom & Company. ISBN 978-1906-593711